# Ресивер-розділювач водоповітряної суміші

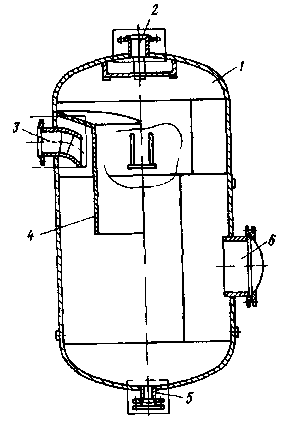
Рис. 1. Схема ресивера з радіальним введенням водоповітряної суміші

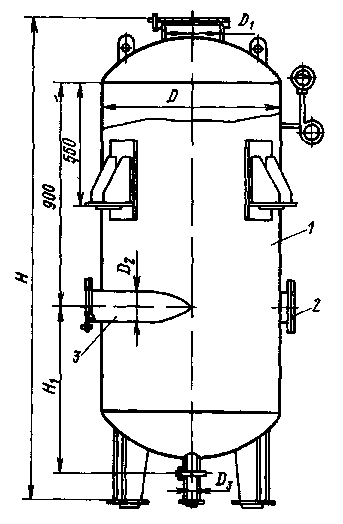
Рис. 2. Схема ресивера з тангенціальним введенням водоповітряної суміші

Рис. 3. Схема двокамерного ресивера: 1 — корпус; 2 — перегородка; 3 — трубка для вирівнювання вакууму; 4, 7, 9 — клапан; 5 — шток; 6 — труба; 8 — поплавок; 10 — патрубок; 11 — отвори.

Ресивери-розділювачі водоповітряної суміші — ресивери спеціальної конструкції, які застосовують при фільтруванні продуктів збагачення для розділення водоповітряної суміші на рідину і повітря.
Застосовують ресивери з радіальним і тангенціальним введенням суміші, а також двокамерні ресивери.

## Ресивер з радіальним введенням суміші
Ресивер являє собою циліндричний резервуар з патрубками введення суміші, відведення повітря і фільтрату (рис.1.). Усередині ресивера встановлений відбійник. Для профілактичних оглядів передбачені оглядові люки і штуцери водомірної скляної трубки для контролю рівня води. Об'єм ресиверів вибирається залежно від об'єму повітря і фільтрату. В ресиверах з радіальним введенням водоповітряної суміші поділ на рідину і повітря відбувається в основному тільки в результаті зміни швидкості руху суміші. Такого ж поділу можна домогтися за допомогою збільшення об'єму.

## Ресивер з тангенціальним введенням суміші
Останнім часом все більш широке застосування знаходять ресивери з тангенціальним введенням водоповітряної суміші (рис.2). У цих ресиверах поділ фаз відбувається в полі відцентрових сил.
Ресивери випускаються з одним і двома вхідними штуцерами. Вибір того чи іншого ресивера залежить від числа головок на вакуум-фільтрі. Основними розрахунковими параметрами ресивера є його діаметр і висота циліндричної частини під віссю вхідного патрубка.
Висота верхньої циліндричної частини всіх ресиверів 900 мм приймається виходячи з умов запобігання краплевиносу. Висота нижньої циліндричної частини залежить від способу відведення фільтрату.
У разі застосування ресиверів як з радіальним, так і з тангенціальним введенням фільтрат може відводитися або фільтратними насосами, або самопливом барометричними трубами.
За відсутності достатньої висоти приміщення (10 м) організація самопливного відведення фільтрату звичайними ресиверами неможлива.
Розроблено конструкцію ресивера, що дозволяє відводити фільтрат без фільтратних насосів при будь-якій висоті приміщення під ресивером.

## Двокамерний ресивер
Схема двокамерного ресивера наведена на рис. 3. Корпус ресивера 1 розділений перегородкою 2 на дві камери — верхню I і нижню II. У перегородці є отвір 11 з клапаном 7. У корпус вставлена труба 6 для подачі атмосферного повітря в камеру II. У трубі 6 переміщується шток 5, пов'язаний одним кінцем з клапаном 4, а іншим з поплавком 8. Об'єм і маса поплавка повинні бути такими, щоб підіймальна сила забезпечувала відкриття клапана 4 при зануренні поплавка у фільтрат. Між камерами I і II встановлюється трубка 3 для вирівнювання вакууму. Відведення фільтрату проводиться через патрубок 10 з клапаном 9.
Працює ресивер наступним чином. У початковий момент при подачі розрідження клапани 4 і 9 щільно закриті під дією вакууму, а клапан 7 відкритий і спирається на верхній торець поплавка. Подана водоповітряна суміш розділяється на повітря і фільтрат. Повітря видаляється по вакуумній системі, а фільтрат через отвір 11 надходить в камеру II, де він накопичується.
По мірі заповнення камери II поплавок частково виявляється в фільтраті і на нього починає діяти виштовхувальна сила. Однак поплавок не спливає, так як він пов'язаний штоком 5 з клапаном 4, який вакуумом утримується в закритому положенні. Коли весь поплавок занурюється у фільтрат, виштовхувальна сила стає достатньою для подолання дії розрідження, клапан 4 відкривається, а поплавок спливає. При цьому він повертає клапан 7, прикриваючи отвір 11.
Отвір 11 в цей момент щільно закривається за рахунок різниці тисків, що утворилася в камерах I і II. Фільтрат в цей період накопичується в камері I, а з камери II видаляється, оскільки в ній встановлюється атмосферний тиск і клапан 9 відкривається.
Поплавок при цьому певний час утримується виштовхувальною силою у верхньому положенні, а потім поступово опускається, прикриваючи клапан 4. В цей момент оголюється нижній кінець вирівнювальної трубки 3, в камері II створюється вакуум, який спричиняє до щільного закривання клапанів 4 і 9. При вирівнюванні вакууму клапан 7 під дією власної ваги і стовпа рідини відкривається і фільтрат переходить в камеру II. Надалі цикл повторюється.
За кордоном широко використовуються ресивери фірми «Дорр-Олівер». Особливість ресивера полягає в тому, що після виділення рідина відводиться через тангенціально розташований патрубок.